# Луєшит
Луєшит (рос. луешит; англ. lueshite; нім. Lueshit m) — мінерал, оксид натрію і ніобію. За назвою родовища Луєш (А. Сафьянников, 1959).

## Склад і властивості
Хімічна формула: NaNbO3.
Склад у % (з родовища Луєш): Na2O — 12,23; Nb2O5 — 79,74.
Домішки: CaO (0,76); MgO (0,62); R2O3 + SiO2 (5,62).
Сингонія ромбічна (за К.Фреєм — моноклінна). Вид ромбо-тетраедричний, псевдокубічний.
Форми виділення: кристали кубічного обрису, а також маси неправильної форми.
Колір чорний.
Спайність недосконала.
Густина 4,44.
Твердість 5,5.
Блиск сильний металічний. Риса сіра. Двовіс.

## Розповсюдження
Знайдений у карбонатитах родовища Луєш (ДР Конго). Рідкісний.

## Різновиди
Розрізняють:
- луєшит титановий — різновид луєшиту з Кольського півостріва, який містить до 22,18 % TiO2.